# Liberilibri
Liberilibri è una casa editrice italiana fondata da Aldo Canovari e Carlo Cingolani nel 1986 a Macerata. È conosciuta soprattutto per la sua produzione di testi libertari.

## Storia
La Liberilibri nasce a Macerata nel 1986 per volere di Aldo Canovari  e Carlo Cingolani.
Il primo testo pubblicato è un libro d’arte: Chiarevalli. Monodico di Magdalo Mussio, un’edizione originale in 555 copie stampate su carta Rusticus delle Cartiere Miliani Fabriano.
Dopo una pausa di tre anni la casa editrice riprende a pubblicare regolarmente dal 1989. 
I volumi pubblicati introducono per la prima volta in Italia alcuni classici del pensiero libertario:
(intervista di Aldo Canovari per «il Giornale».)
Per i trent'anni della casa editrice è stato pubblicato dall’Istituto Bruno Leoni  il volume Il carattere della libertà. Saggi in onore di Aldo Canovari, a cura di Serena Sileoni.
La Liberilibri «è, più ampiamente, un progetto culturale attraverso il libro […] un mezzo che [...] ha raggiunto un obiettivo: ampliare gli argomenti e le argomentazioni del dibattito sociale, politico, economico, filosofico e giuridico del nostro paese.»

## Collane
- Oche del Campidoglio è composta da opere che riguardano la conquista delle libertà dell’individuo. I rami principali sono: la storiografia delle libertà individuali, quindi il pensiero libertario, dal preilluminismo al liberalismo radicale, all’anarco-capitalismo contemporaneo; i punti d’incontro fra pensiero liberale e pensiero cattolico; i problemi della giustizia. Tra gli autori: Étienne de La Boétie, Voltaire, Bruno Leoni, Anthony Collins, Ayn Rand, Murray N. Rothbard, Mark Twain, Anatole France, Walter Block[2], Mario Vargas Llosa.
- il Monitore Costituzionale è una raccolta dei documenti fondativi del costituzionalismo moderno, dalla Magna Carta alle dichiarazioni dei diritti.
- il Circo si concentra sulle pièces teatrali di autori classici, da Jules Romains a Jean Racine, da Gertrude Stein a Massimo Bontempelli.
- Narrativa è dedicata a romanzi e racconti, riscoperte e distopie. Tra gli autori: Pierre Boulle, Herman Melville, Henry James, Thomas Carlyle.
- Altrove ospita, al di fuori delle categorie canoniche, ogni altra espressione del pensiero e dell’arte attraverso parole o immagini, con opere di Filippo Tommaso Marinetti, P. L. Travers, Paul Bloom, Fabian Negrin, Julien Benda.
- Hic sunt leones, nata in collaborazione con l’Istituto Bruno Leoni, accoglie nuove accezioni del pensiero liberale e libertario.

Dal 2019 vengono pubblicati nell’edizione inesauribili i titoli fondamentali del catalogo Liberilibri.

## Logo
La marca tipografica della Liberilibri prende ispirazione dal personaggio del Buchernarr – il “pazzo per i libri” –, il primo della serie dei folli di Das Narrenschiff (Stultifera navis), opera satirica dell’umanista Sebastian Brant (1458-1521), che uscì nel 1494 accompagnata dalle xilografie appartenenti alla scuola di Dürer.